# Takayuki Odajima
Takayuki Odajima (小田島 隆幸 Odajima Takayuki?, nacido el 15 de septiembre de 1977 en Kanagawa) es un exfutbolista japonés. Jugaba de defensa y su último club fue el Thespa Kusatsu de Japón.

## Trayectoria

### Clubes
| Club              | País  | Año         |
| ----------------- | ----- | ----------- |
| Montedio Yamagata | Japón | 2000 - 2001 |
| Thespa Kusatsu    | Japón | 2002 - 2005 |